# Willem Beijerinck (1891-1960)
Willem Beijerinck (Utrecht, 3 juli 1891 – Assen, 8 februari 1960) was een Nederlands bioloog en plantkundige, telg van de familie Beijerinck.

## Levensloop
Beijerinck volgde de lagere school in een aantal landen vanwege de baan van zijn vader Frits, een delfstoffendeskundige; moeder was Henriette Lambertina Hofman. Hij voltooide de HBS in 1912 en ging daarna aan de landbouwhogeschool in Wageningen studeren. Hij deed praktijkwerk bij verschillende agrarische bedrijven, onder andere bij het gemengd bedrijf van W. Popping in Wijster.
Na zijn afstuderen werd hij assistent in de microbiologie te Delft bij prof. Martinus Willem Beijerinck (een oom van hem), maar Delft trok hem blijkbaar niet zo. Hij ging terug naar Wijster en trouwde in 1918 met Geesje Popping, zij kregen geen kinderen. Nadat zijn schoonvader was overleden, nam hij de leiding van de boerderij over. In die periode was hij ook enige tijd in Wageningen assistent op de afdeling plantenfysiologie bij prof. A.H. Blaauw. In de negen jaar dat hij de boerderij samen met zijn schoonmoeder dreef, deed hij ook biologisch onderzoek in Wijster en omgeving, waarover hij enkele artikelen publiceerde in het tijdschrift "De levende Natuur".

## Biologisch onderzoek
In 1926 stopte hij met de boerderij en ging onderzoek doen naar plankton in de Drentse heideplassen. Hij zocht intussen buiten de boerderij een geschikte werkplek voor zijn biologisch onderzoek 
en vond een locatie aan de Kampsweg in Wijster. Hier stichtte hij een biologisch station, dat in 1927 gereed kwam. In 1927 promoveerde hij met het proefschrift  Over verspreiding en periodiciteit van de zoetwaterwieren in Drentse heideplassen bij zijn promotor prof. Blaauw. Zijn particulier onderzoekstation kreeg een opdracht van het Landbouw Export Bureau Fonds voor onderzoek naar de subfossiele plantenresten in de terpen van Groningen en Friesland. Mede om financiële redenen ging hij een samenwerking aan met de stichting Het Nederlands Biologisch Station. De stichting nam in 1933 het station in Wijster over en benoemde Beijerinck tot directeur. In het biologisch station Wijster - het enige op de pleistocene zandgronden van Nederland -
werd botanisch en zoölogisch onderzoek verricht. In 1956 werd de stichting overgenomen door de Landbouwhogeschool Wageningen en werd Beijerinck aangesteld als wetenschappelijk hoofdambtenaar, belast met de leiding van het biologisch station Wijster. Dit bleef hij tot zijn pensionering in 1957.

## Betekenis van zijn onderzoek
De wetenschappelijke betekenis van Beijerinck betreft vooral zijn pioniersonderzoek aan de ecologie van plankton-organismen. Naast de oprichting van het biologisch station, waren zijn activiteiten voor het behoud van typisch Drentse biotopen, waaronder de Dwingelose heide, en het werk aan zijn zadenatlas van alle Nederlandse wilde planten belangrijke wapenfeiten van Beijerinck.

## Nalatenschap
Op 15 juli 1960 zijn bij testamentaire beschikking alle bezittingen van mevrouw Beijerinck vermaakt aan de Koninklijke Akademie van Wetenschappen onder de last na haar dood een stichting in het leven te roepen wier inkomsten aangewend zullen worden voor de bevordering van ecologisch veldonderzoek. De stichting genaamd Beijerinck-Poppingfonds kwam bij notariële akte van 19 augustus 1965 tot stand en verleent verschillende subsidies. Het onderzoekstation heet inmiddels "Willem Beijerinck Biologisch Station".
- Bibsys: 90355062
- Author citation (botany): W.Beij.
- Biografisch Portaal: 36084583
- Gemeinsame Normdatei: 1146059310
- International Standard Name Identifier: 0000 0003 5559 6414
- Library of Congress Control Number: n86859568
- Nederlandse Thesaurus van Auteursnamen: 072278803
- Virtual International Authority File: 100388488
- WorldCat: E39PBJvMD947ftc7H7VkJx4Xh3